# Air Guinée Express
La Compagnie Nationale Air Guinée (Code IATA : GI ; code OACI : GIB), dans ses dernières années connue sous le nom d'Air Guinée Express, était une compagnie aérienne basée à Conakry, en république de Guinée. Sa base principale était l'aéroport international de Conakry,.
Air Guinée était la compagnie aérienne nationale de la Guinée ; elle avait son siège social à Kaloum, Conakry. Fondée en 1960, la société a été privatisée en 1992, et finalement dissoute en 2002 ; les parties restantes de l'activité se sont poursuivies sous le nom d'Air Guinée Express, qui exploitait des services intérieurs.

## Histoire

### Air Guinée
Lorsque l'idée d'Air Afrique a été évoquée, la Guinée et le Mali ont choisi de ne pas rejoindre le consortium avec d'autres pays, principalement de l'Afrique occidentale française, et ont plutôt choisi de former leurs propres compagnies aériennes nationales. En mars 1960, le gouvernement guinéen a signé une série d'accords avec l'Union soviétique, dont l'un prévoyait la fourniture d'avions, d'équipages et d'autres assistances techniques, visant ostensiblement à moderniser l'aéroport de Conakry. La société a été fondée par décret no 048/PRG/ du 31 décembre 1960 avec le soutien technique des Soviétiques, qui ont également fourni un avion : un Ilyushin Il-14. L'avion provenait de Tchécoslovaquie et était composé d'équipages tchécoslovaques. Les opérations ont commencé avant la fin de l'année, avec des vols de Conakry vers Boké et Kankan, tous deux auparavant opérés par l'Union Aéromaritime de Transport. Le service vers Bamako a commencé peu de temps après, et la route a été partagée entre Air Guinée, UAT et Air France. En avril 1961, Air Guinée est nationalisée.
Au fil des ans, des services vers Dakar, Freetown et Monrovia ont été lancés, avec des plans pour desservir Paris et Moscou également soulevés; cependant, ces services n'ont pas été mis en œuvre car la Guinée n'a pas obtenu les droits de trafic vers la France. Avant la conclusion des relations entre Air Guinée et les Soviétiques en 1963, la compagnie aérienne avait obtenu un Yakovlev Yak-40, quatre Antonov An-24 et deux Antonov An-12. En décembre 1962, Air Guinée a signé un contrat avec Alaska Airlines qui a vu la compagnie aérienne américaine fournir une expertise de gestion, en plus de deux Douglas DC-6. L'accord aurait vu Alaska Airlines passer un contrat avec la compagnie aérienne sur une période de sept ans; cependant, le contrat a pris fin après seulement six mois, ce qui a conduit l'Agence des États-Unis pour le développement international à payer une dette de 700 000 dollars US due par la compagnie aérienne guinéenne à Alaska Airlines.
Les services de Conakry à Dakar avec l'Il-18 ont été inaugurés le 24 août 1962, et la route a ensuite été étendue à Lagos via Monrovia, Abidjan et Accra. L'Il-18 a ensuite été remplacé par deux Douglas DC-4 qui ont été achetés à Alaska Airlines, et la compagnie aérienne a également obtenu quatre LASA-60. Au milieu de 1963, la flotte d'Air Guinée comprenait six Avia-14, trois Ilyushin Il-18, deux Douglas DC-4, deux LASA-60, un Aero 145, un hélicoptère Mil Mi-14, cinq Yakovlev Yak-18, trois Antonov. An-2 et un Yodel.
En 1965, Pan American World Airways a été engagée pour fournir du personnel technique et un DC-4 à l'usage des compagnies aériennes; cependant, l'accord n'a pas duré longtemps et les Soviétiques sont revenus à la compagnie aérienne, fournissant un Antonov An-24 pour livraison en 1966-1967. En décembre 1965, la compagnie aérienne a temporairement suspendu ses opérations car une seule route affichait un bénéfice et l'avion souffrait de pannes fréquentes. Le 9 juillet 1967, l'un des Il-18 de la compagnie aérienne a été radié dans un accident à Casablanca. L'avion effectuait un vol régulier vers Prague lorsqu'en raison du mauvais temps, il a été détourné vers Casablanca. À l'atterrissage, son aile gauche a heurté un bâtiment, provoquant l'écrasement de l'avion sur un terrain accidenté. Il n'y a eu aucun décès parmi les 102 occupants à bord, mais l'avion a dû être radié,.
Dans les années 1970, la flotte a été élargie avec l'ajout d'un Boeing 707, un Boeing 727-100 et un Boeing 737-200. Un Il-18 d'Air Guinée s'est écrasé à Conakry le 3 septembre 1978, tuant 15 des 17 personnes à bord.
En 1985, un Airbus A300 a été livré à la compagnie aérienne afin de lui permettre de commencer des services vers Paris et Bruxelles. Au début des années 1990, Air Guinée opérait des services intérieurs de Conakry à Boké, Faranah, Kankan, Kissidougou, Labé, Macenta, Siguiri et Nzérékoré, et des vols internationaux vers Abidjan, Bamako, Dakar, Freetown, Lagos et Monrovia.
À la fin des années 1980, la compagnie aérienne avait coûté au pays quelque 4 millions de dollars américains et n'avait aucune perspective de rentabilité pour son actionnaire, le gouvernement guinéen.

### Privatisation
La société a été privatisée en 1992 et a finalement été dissoute en 2002. Ses opérations ont été reprises par le Groupe Futurelec et la compagnie aérienne rebaptisée Air Guinée Express,.

## Destinations
Air Guinée Express exploitait des services vers les destinations internationales régulières suivantes (en janvier 2005) : Abidjan, Bamako, Banjul, Dakar, Freetown, Kinshasa et Lagos.

## Flotte
La flotte d'Air Guinée Express se composait des avions suivants (en mars 2007), :
- 4 Antonov An-12
- 4 Antonov An-24 B (dont au moins 1 Yunshuji Y-7-100, version fabriquée par Xian Aircraft
- 1 Bombardier Dash 7 série 100

### Précédemment exploité
En juin 2005, la compagnie aérienne exploitait également :
- 1 Boeing 737-200 livré en 2003.

## Incidents et accidents

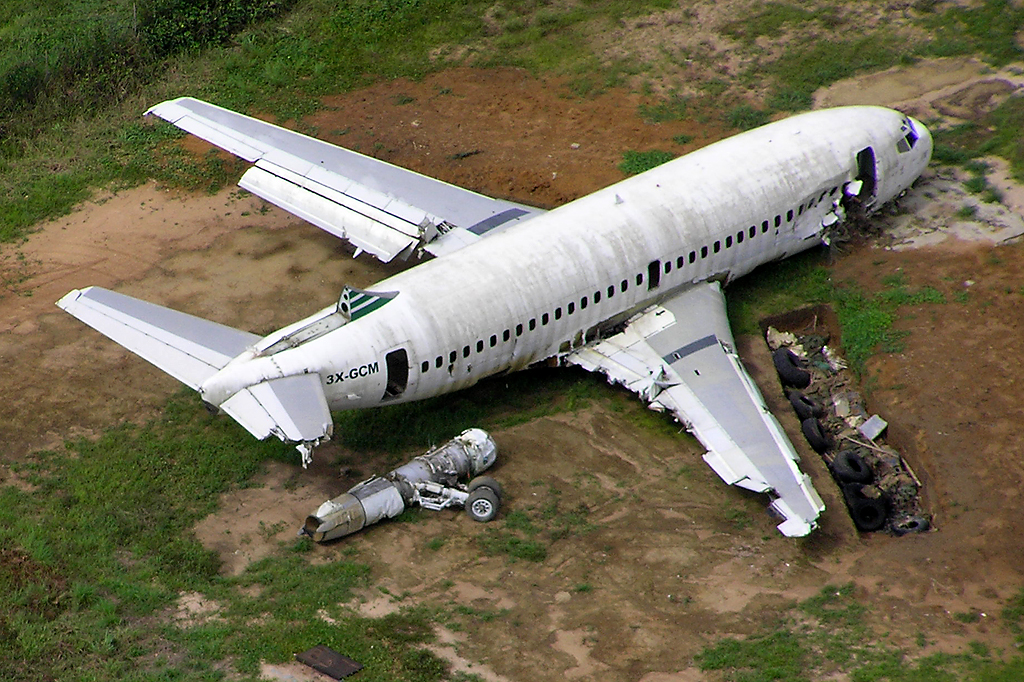
Boeing 737-205 d'Air Guinée Express à l'aéroport de Freetown Lungi (photo de 2006)

- Le 11 août 2004, un Boeing 737-200, immatriculé 3X-GCM, n'a pas décollé de l'aéroport international de Freetown-Lungi (Sierra Leone). Il n'y a eu aucun décès parmi les 127 passagers et membres d'équipage. L'avion a été endommagé au-delà de toute réparation et a été radié; on peut encore voir l'épave à côté de la piste[4],[9].